# Jens Fink-Jensen
Jens Fink-Jensen (Koppenhága, 1956. december 19. –) dán író, költő, fotóművész és zeneszerző.

## Élete
Szépirodalmi szerzőként 1975. június 4-én mutatkozott be Juni 1995 című novellájával a „Dagbladet Information” című napilapban, majd 1976 májusában négy verse jelent meg a „Hvedekorn” (Búzaszem) című folyóirat az évi első számában. Első verseskötete, a Verden i et øje 1981. október 10-én jelent meg, ezt követte 1986. június 6-án első novelláskötete, Bæsterne címmel. Gyermekeknek szól Jonas og konkylien (Jónás és a csigaház) című könyve, mely 1994-ben jelent meg, és már készül magyar fordítása is.
1976-ban modern nyelveket kezdett tanulni a Herlufsholm iskolában, ezután katonaidejét töltötte, majd altiszti képzést kapott a Királyi Gárdánál. 1986-ban elvégezte a Művészeti Akadémia építész szakát (MAA, cand.arch.), majd ugyanott multimédiás tervező képzettséget szerzett 1997-ben.
Az 1980-as évek költőinek azon körébe tartozott, akik Poul Borum, a Hvedekorn szerkesztője körül csoportosultak. 1980-ban nagyszabású zenei, irodalmi, képzőművészeti rendezvényt szervezett Michael Strunge költőtársával és másokkal együtt „NÅ!!80” címmel a Huset koppenhágai kulturális központban. A rendezvény címe a 80-as évek No future-generációjára utal, melynek életszemléletét kívánták cáfolni.
Jens Fink-Jensen önálló multimédiás műsorral lép fel középiskolákban és fesztiválokon, melyeken saját verseit, szerzeményeit és képeit mutatja be Fredrik Mellqvist szintetizátor- és Jens Severin szaxofonkíséretével.
Fotóit Dél hajói, valamint Pekingi arcok címmel állította ki. SzóKépek címmel mutatta be verseit és fotóit, valamint hangos diashow keretében könyvei nyersanyagát. (Øje på verden).
1999-ben arabul is megjelent Nær afstanden című versgyűjteménye Jamal Jumas fordításában (Alwah Kiadó, Madrid). A kötet néhány verse már korábban megjelent az „Al-Quds Al-Arabi” című napilapban (London, 1996), valamint a „Nizwa” folyóiratban (Ománi Szultánság, 1999).

## Művei
- Verden i et øje, versek, 1981
- Sorgrejser, versek, 1982
- Dans under galgen, versek, 1983
- Bæsterne, novellák, 1986
- Nær afstanden, versek, 1988 (Megjelent arabul 1999-ben Jamal Jumá fordításában)
- Jonas og konkylien (Jónás és a csigaház), gyermekkönyv, 1994 (Mads Stage rajzaival)
- Forvandlingshavet, versek, 1995
- Jonas og himmelteltet, gyermekkönyv, 1998 (Mads Stage rajzaival)
- Alt er en åbning, versek, 2002
- Syd for mit hjerte. 100 udvalgte kærlighedsdigte, versek, 2005